# Kościół Niepokalanego Poczęcia Najświętszej Maryi Panny w Kowalowicach
Kościół Niepokalanego Poczęcia Najświętszej Maryi Panny – rzymskokatolicki kościół parafialny w Kowalowicach. Świątynia należy do parafii Niepokalanego Poczęcia Najświętszej Maryi Panny w Kowalowicach w dekanacie Namysłów wschód, archidiecezji wrocławskiej.
17 grudnia 2004 roku, pod numerem A-34/2004, kościół został wpisany do rejestru zabytków województwa opolskiego.

## Historia kościoła
Pierwsza wzmianka o kościele w Kowalowicach pochodzi z 1595 roku. Była to drewniana świątynia, wybudowana przez zamieszkujących te tereny ewangelików, a przejęta przez katolików w roku 1654. Po zaprowadzeniu za czasów pruskich tolerancji religijnej wierni obu wyznań chrześcijańskich posiadali we wsi swoje kościoły parafialne, XIX-wieczna świątynia ewangelicka rozebrana została w latach 1953−1954.
Obecna świątynia katolicka została wybudowana w latach 1868-1870, przez mistrza murarskiego Kricke z pobliskiego Namysłowa. Budowlę zaprojektował architekt Karl Lüdecke z Wrocławia. Wnętrze świątyni ubogaca, zachowany z poprzedniej świątyni m.in.:
- renesansowy tryptyk z XVI wieku,
- ikona Matki Boskiej z Dzieciątkiem

oraz pochodząca z końca XIV wieku
- gotycka rzeźba Matki Boskiej z Dzieciątkiem na tronie[4].

Inicjatorem budowy kościoła był ówczesny administrator parafii Kowalowice, ksiądz Leopold Nerlich, stojący wówczas jednocześnie na czele Archiprezbiteriatu (Dekanatu) Namysłowskiego (co ciekawe parafia w Kowalowicach należała do Archiprezbiteriatu Rychtalskiego).
Organy wybudował Jan Spiegel w 1870 roku. Instrument ma dwa jednofałdowe miechy klinowe ustawione piętrowo oraz zachowane urządzenie do kalikowania.

## Literatura
- Die Bau= und Kunstdenkmäler des Kreises Namslau (red. K. Degen, W. Bleyl, W. Werbik, F. Focke), Breslau 1939, s. 98-100.
- Katalog zabytków sztuki w Polsce, t. VII, Województwo opolskie (red. T. Chrzanowski, M. Kornecki), zeszyt 7 (powiat namysłowski), Warszawa 1965, s. 19-20.